# Flocoasa, Cantemir
Flocoasa este un sat din cadrul comunei Ciobalaccia din raionul Cantemir, Republica Moldova.

## Demografie

### Structura etnică
Structura etnică a localității conform recensământului populației din 2004:
| Grup etnic                    | Populație | % Procentaj |
| ----------------------------- | --------- | ----------- |
| Băștinași declarați Moldoveni | 662       | 96,78%      |
| Bulgari                       | 10        | 1,46%       |
| Găgăuzi                       | 4         | 0,58%       |
| Ucraineni                     | 3         | 0,44%       |
| Ruși                          | 2         | 0,29%       |
| Polonezi                      | 1         | 0,15%       |
| Alții                         | 2         | 0,29%       |
| Total                         | 684       |             |